# Louis Montassier
Pour les articles homonymes, voir Montassier.
Louis Montassier est une personnalité française active dans le protectorat français de Tunisie.
Secrétaire de l'administration centrale du gouvernement tunisien, il est le premier président de l'Espérance sportive de Tunis de janvier à juin 1919,.
En effet, l'autorisation du club sportif est tributaire de la nomination d'un Français au sein du comité directeur, conformément à la législation en vigueur à l'époque, ce qui va à l'encontre du projet des fondateurs de créer une association arabo-musulmane. Par ailleurs, Montassier conditionne son entrée au comité à sa nomination au poste de président. Cependant, dès que la législation est modifiée, Mohamed Malki le remplace.